# قتل در خیابان دانته
قتل در خیابان دانته (روسی: Убийство на улице Данте) یک فیلم درام محصول کشور اتحاد جماهیر شوروی است که در سال ۱۹۵۶ به کارگردانی میخائیل رام تولید شد.